# ホドニーン - ザイェチー線
ホドニーン～ザイェチー線（チェコ語: Železniční trať Hodonín–Zaječí）は、チェコ国鉄の鉄道線の名称である。路線番号は255。
1897年、ザイェチー・チェイチ・ホドニーン地方鉄道によって開業した。ホドニーンとザイェチーを最短時間で結ぶのは250号線・330号線の特急で、こちらは沿線のローカル輸送を担っている。

## 運行形態

### 定期列車
- ザイェチー - コビリ ( - ホドンーン)　※アリヴァ列車による運行
全て線内のみの各駅停車。平日は1～2時間に1本、休日は2時間に1本の運行。平日は全列車がザイェチー - コビリ間の運行。休日は全列車がコビリまで運行し、冬季は一日3往復、冬季以外は大部分がホドニーンまで直通する。ザイェチーで、250号線のブルノ方面特急と接続する。
過去の運行形態
2023年度以前は、平日も大部分がザイェチー - チェイチ間の運行で、チェイチ以東も一日7往復が直通していた。休日は全列車がチェイチまで運行していて、チェイチ以東が秋季のみ一日3往復の運行であった。また、チェコ鉄道による運行であった。
2024年度より、平日の全列車がザイェチー - コビリ間の運行に短縮された。
2025年度より、アリヴァ列車に移管された。休日は冬季を除き大部分がホドニーンまでの運行となり、冬季は一日3往復を除きコビリまで運行区間短縮となった。

### 臨時列車
10月の第二土曜日のみ、臨時ダイヤで運行され、全線にわたって2時間に1本の運行となる。
2015年以前にも快速が運行されていたが、ブルノ - ブルジェツラフ - ホドニーン - チェイチ間で迂回して運行されており、またホドニーン - チェイチ間は各駅に停車していた。また、2024年度以前は、10月の第二土曜日に限り、ブルノ - ムチェニツェ停留所間ノンストップの快速が運行していた。

## 駅一覧
以下では、チェコ国鉄255号線の駅と営業キロ、停車列車、接続路線などを一覧表で示す。なお、全て各駅停車である。
| 路線名 | 駅名                             | 駅間営業キロ | 累計営業キロ | 接続路線                                  | 所在地         | 所在地           |
| ------ | -------------------------------- | ------------ | ------------ | ----------------------------------------- | -------------- | ---------------- |
| 255    | ザイェチー駅                     | -            | 0.0          | 252号線（ブルジェツラフ方面、ブルノ方面） | 南モラヴィア州 | ブルジェツラフ郡 |
| 255    | ヴェルケー・パヴロヴィツェ駅     | 3.9          | 3.9          |                                           | 南モラヴィア州 | ブルジェツラフ郡 |
| 255    | ヴェルケー・パヴロヴィツェ停留所 | 1.3          | 5.2          |                                           | 南モラヴィア州 | ブルジェツラフ郡 |
| 255    | ボルジェチツェ駅                 | 3.4          | 8.6          |                                           | 南モラヴィア州 | ブルジェツラフ郡 |
| 255    | コビリー・ナ・モラヴェ駅         | 3.3          | 11.9         |                                           | 南モラヴィア州 | ブルジェツラフ郡 |
| 255    | ブルモヴィツェ駅                 | 2.4          | 14.3         |                                           | 南モラヴィア州 | ブルジェツラフ郡 |
| 255    | チェイチ駅                       | 4.3          | 18.6         |                                           | 南モラヴィア州 | ホドニーン郡     |
| 255    | ムチェニツェ停留所駅             | 7.3          | 25.9         |                                           | 南モラヴィア州 | ホドニーン郡     |
| 255    | ムチェニツェ駅                   | 1.4          | 27.3         |                                           | 南モラヴィア州 | ホドニーン郡     |
| 255    | ホドニーン駅                     | 10.2         | 37.5         | 330号線、343号線                          | 南モラヴィア州 | ホドニーン郡     |